# استان چرنیوتسی
استان چرنیوتسی (به اوکراینی: Чернівецька область) از استان‌های غربی و مرزی کشور اوکراین است که در مرز با رومانی و مولداوی قرار دارد.
مرکز این استان شهر چرنیوتسی می‌باشد و جمعیت آن (در ۵ می ۲۰۰۴) ۹۱۳٬۲۷۵ نفر بوده‌است.

## شهرهای استان چرنیوتسی

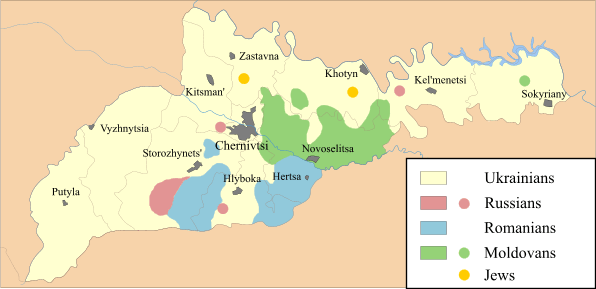

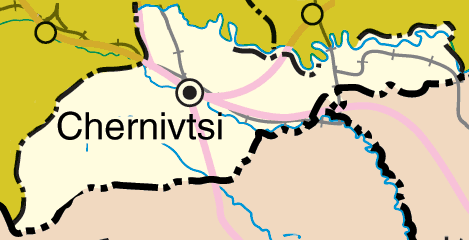

- چرنیوتسی
- ستوروژینتس
- خوتین
- نووودنیستروفسک
- سوکریانی
- زاستاونا
- نوووسلیتسیا
- کیتسمن
- واشکیفتسی
- ویژنیتسیا
- هرتسا